# Будинок на проспекті Ілліча, 19-З (Донецьк)
Будинок на проспекті Ілліча, 19з — 25-поверховий житловий будинок у Донецьку, другий за висотою хмарочос міста. Висота будівлі з шпилем — 103.4 метри.

## Характеристики
- Кількість ліфтів — 5, три з них — пасажирські висококомфортабельні ліфти фірми «Otis».
- Висота поверху — 3 м.
- Кількість кімнат — 184
- Конструкція — монолітно-каркасна.
- Автономне опалення німецькими радіаторами «Purmo».
- Будинок вночі підсвічується чотирма вузьконаправленими колорченджерами PR Lighting ColorSpot 2500[1], а піраміду вгорі будинку освітлюють прожектори EUROLITE Outdoor Spot 400W WFL.